# Europawahl in Frankreich 2004
- Linke (PCF, PCR): 3
- Sozialisten (PS): 31
- Grüne/EFA (Verts): 6
- Allianz d.Liberalen u.Demokraten (UDF): 11
- Europäische Volkspartei (UMP): 17
- Unabhängigkeit/Demokratie (MPF): 3
- fraktionslos (FN): 7

Die Europawahl in Frankreich 2004 fand am 13. Juni 2004 im Rahmen der EU-weiten Europawahl 2004 statt. In Frankreich wurden 78 der 732 Sitze im Parlament vergeben, neun weniger als 1999.

## Wahlrecht
Erstmals wurde mit einem neuen Wahlsystem gewählt. Frankreich wurde in acht regionale Wahlkreise unterteilt, in denen zwischen 3 und 14 Abgeordnete gewählt wurden. Die Wahlkreise waren: Nord-Ouest (12), Ouest (10), Est (10), Sud-Ouest (10), Sud-Est (13), Massif Central-Centre (6) und Île-de-France (14). Dazu kam der Wahlkreis Outre-Mer, in dem die Überseegebiete, sofern sie Teil der Europäischen Union waren, zusammengefasst waren und in dem drei Abgeordnete gewählt wurden. Pro Wahlkreis bestand eine Sperrklausel von 5 %.

## Ergebnis
Die Wahlbeteiligung in Frankreich lag bei 42,8 %.
| Partei(en)                                                 | Europäische Partei     | Stimmen    | Anteil  | ±     | Mandate | ±  | Fraktion     |
| ---------------------------------------------------------- | ---------------------- | ---------- | ------- | ----- | ------- | -- | ------------ |
| Parti socialiste                                           | SPE                    | 4.960.756  | 28,90 % | +6,96 | 31      | +9 | Sozialisten  |
| Union pour un mouvement populaire                          | EVP                    | 2.856.368  | 16,64 % | +3,82 | 17      | +5 | EVP-ED       |
| Union pour la démocratie française                         | EDP                    | 2,053,446  | 11,96 % | +2.68 | 11      | +2 | ALDE         |
| Front National                                             | –                      | 1.684.947  | 9,81 %  | +4,12 | 7       | +2 | fraktionslos |
| Les Verts                                                  | EGP                    | 1.271.394  | 7,41 %  | −2.31 | 6       | −3 | Grüne/EFA    |
| Mouvement pour la France                                   | –                      | 1.145.839  | 6,67 %  | F     | 3       | −3 | IND/DEM      |
| Parti communiste français, Alliance pour l'Outre-mer O     | PEL, –                 | 1.009.976  | 5,88 %  | −0,90 | 3       | −3 | GUE/NGL      |
| Lutte ouvrière, Ligue communiste révolutionnaire           | EAL                    | 440.134    | 2,56 %  | −2,62 | 0       | −5 | GUE/NGL *    |
| Chasse, pêche, nature, traditions                          | –                      | 297.273    | 1,73 %  | −5,04 | 0       | −6 | EDD *        |
| Rassemblement pour la France et l’indépendance de l’Europe | AEN                    | 291.234    | 1,70 %  | F     | 0       | −7 | UEN *        |
| La France d'en bas                                         | –                      | 266.538    | 1,50 %  | –     | –       | –  | –            |
| Andere Parteien (<1 %)                                     | Andere Parteien (<1 %) | 889.453    | 5,24 %  | –     | –       | –  | –            |
| Summe                                                      | Summe                  | 17.167.358 | 100,0 % |       | 78      | −9 |              |